# Santana (Madère)
Pour les articles homonymes, voir Santana.
Santana (prononcé en portugais : [sɐ̃ˈtɐ.nɐ]) est une ville et une municipalité de l'île de Madère au Portugal.
Santana est situé au nord de l'île de Madère. La ville est connue pour ses maisons typiques au toit de chaume.
La municipalité a été déclarée réserve de biosphère de l'Unesco depuis le 29 juin 2011,.

## Freguesias
La municipalité de Santana regroupe 6 freguesias :

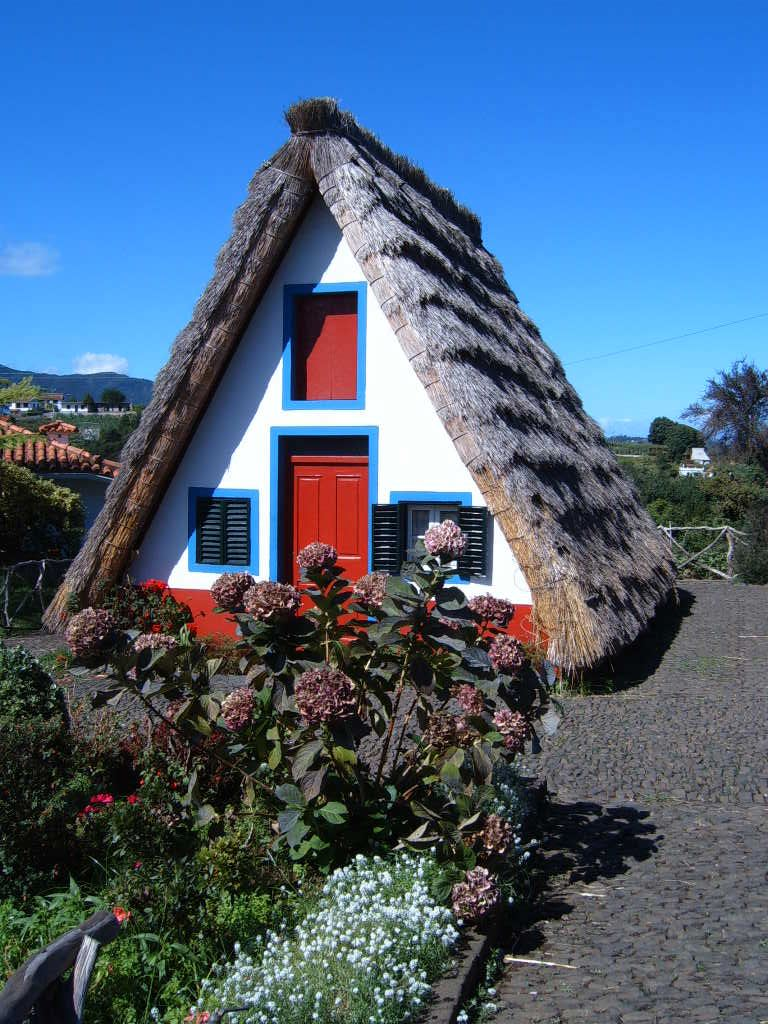
Maison traditionnelle de Santana

- Arco de São Jorge
- Faial
- Ilha
- Santana
- São Jorge
- São Roque do Faial

## Le Parc thématique
Le Parc thématique de Madère (en portugais Parque Temático da Madeira) se situe à Santana dans le nord de l'île, s'étendant sur sept hectares de jardins, paysages et pavillons où les visiteurs peuvent découvrir l'histoire de Madère et de Porto Santo, ainsi que la culture et les traditions locales.

## Sports
La ville accueille l'Ultra Skyrunning Madeira, épreuve de skyrunning, en juin depuis 2014.